# Jean Charles François de Burle
Pour les articles homonymes, voir Burle.
Jean Charles François de Burle (né le 27 janvier 1746 à Sisteron et mort le 20 octobre 1826 également à Sisteron) est un homme politique français, député aux États généraux de 1789 et à l’Assemblée constituante (1789-1791).

## Biographie
De noblesse de robe, il est seigneur de Curbans et a une formation juridique. Il est d’abord procureur du roi à Sisteron (1768) puis lieutenant général civil et criminel de la sénéchaussée de Sisteron (1777).
Le 15 avril 1789, il est élu député de la noblesse de la sénéchaussée de Forcalquier. Il n’a qu’un rôle secondaire au sein de la Constituante. En 1792, après son retour dans les Basses-Alpes, il effectue un voyage à Lyon, puis est arrêté, emprisonné à la citadelle de Sisteron, puis à domicile car de santé défaillante (fin 1793). Libéré après Thermidor, il est nommé fonctionnaire, puis abandonne ses fonctions politiques pour raisons de santé.
Il est néanmoins nommé membre du conseil d’arrondissement de Sisteron sous le Consulat.